# Сегонє
Сегонє (словен. Segonje) — поселення в общині Шкоцян, регіон Південно-Східна Словенія, Словенія.